# Torneo Argentino B 2001-02
El Torneo Argentino B 2001-02 fue la séptima edición del certamen correspondiente a la cuarta división del fútbol argentino.
El torneo consagró campeones a los ganadores de los pentagonales finales, Independiente Villa Obrera y Talleres de Perico, que obtuvieron los ascensos.

## Equipos participantes
Los participantes de la Temporada 2001-02 del Torneo Argentino B fueron distribuidos en seis zonas (Regiones): Bonaerense, Litoral, Norte, Sur, Central y Cuyo.
| Región     | Zona                            | Grupo | P | Equipo                       | J  | G | E | P | GF | GC | Pt. | E   | Ciudad              | Provincia       | Liga de Origen              |
| ---------- | ------------------------------- | ----- | - | ---------------------------- | -- | - | - | - | -- | -- | --- | --- | ------------------- | --------------- | --------------------------- |
| Bonaerense | Sur                             | 1     | 1 | Deportes Sur                 | 6  | 3 | 2 | 1 | 12 | 8  | 11  | Cl. | Florencio Varela    | Buenos Aires    | Liga Amateur Platense       |
| Bonaerense | Sur                             | 1     | 2 | Sarmiento                    | 6  | 3 | 0 | 3 | 12 | 12 | 9   | Cl. | Ayacucho            | Buenos Aires    | Liga Ayacuchense            |
| Bonaerense | Sur                             | 1     | 3 | Ever Ready                   | 6  | 2 | 1 | 3 | 11 | 14 | 7   | Cl. | Dolores             | Buenos Aires    | Liga Dolorense de fútbol    |
| Bonaerense | Sur                             | 1     | 4 | Deportivo El Indio           | 6  | 2 | 1 | 3 | 7  | 8  | 7   | El. | Brandsen            | Buenos Aires    | Liga Chascomunense          |
| Bonaerense | Sur                             | 2     | 1 | Alvarado                     | 6  | 5 | 1 | 0 | 12 | 4  | 16  | Cl. | Mar del Plata       | Buenos Aires    | Liga Marplatense de fútbol  |
| Bonaerense | Sur                             | 2     | 2 | Defensores de Miramar        | 6  | 3 | 0 | 3 | 8  | 7  | 9   | Cl. | Miramar             | Buenos Aires    | Liga de General Alvarado    |
| Bonaerense | Sur                             | 2     | 3 | San Lorenzo de Mar del Plata | 6  | 2 | 0 | 4 | 9  | 9  | 6   | Cl. | Mar del Plata       | Buenos Aires    | Liga Marplatense de fútbol  |
| Bonaerense | Sur                             | 2     | 4 | Defensores Unidos            | 6  | 1 | 1 | 4 | 8  | 17 | 4   | El. | Santa Teresita      | Buenos Aires    | Liga del Part. de la Costa  |
| Bonaerense | Sur                             | 3     | 1 | Independiente                | 6  | 3 | 2 | 1 | 10 | 7  | 11  | Cl. | Tandil              | Buenos Aires    | Liga Tandilense de fútbol   |
| Bonaerense | Sur                             | 3     | 2 | El Fortín                    | 6  | 2 | 4 | 0 | 10 | 7  | 10  | Cl. | Olavarría           | Buenos Aires    | Liga de fútbol de Olavarría |
| Bonaerense | Sur                             | 3     | 3 | Racing Club                  | 6  | 1 | 3 | 2 | 3  | 6  | 6   | Cl. | Olavarría           | Buenos Aires    | Liga de fútbol de Olavarría |
| Bonaerense | Sur                             | 3     | 4 | Grupo Universitario          | 6  | 1 | 1 | 4 | 6  | 9  | 4   | El. | Tandil              | Buenos Aires    | Liga Tandilense de fútbol   |
| Bonaerense | Norte                           | 1     | 1 | Hacoaj                       | 6  | 3 | 2 | 1 | 7  | 3  | 11  | Cl. | Tigre               | Buenos Aires    | Liga Escobarense            |
| Bonaerense | Norte                           | 1     | 2 | Palometas                    | 6  | 2 | 2 | 2 | 7  | 8  | 8   | Cl. | Mercedes            | Buenos Aires    | Liga Mercedina de fútbol    |
| Bonaerense | Norte                           | 1     | 3 | Club Mercedes                | 6  | 2 | 1 | 3 | 6  | 6  | 7   | Cl. | Mercedes            | Buenos Aires    | Liga Mercedina de fútbol    |
| Bonaerense | Norte                           | 1     | 4 | Atlético Luján               | 6  | 2 | 1 | 3 | 6  | 9  | 7   | El. | Luján               | Buenos Aires    | Liga Lujanense de fútbol    |
| Bonaerense | Norte                           | 2     | 1 | Fútbol San Nicolás           | 4  | 3 | 0 | 1 | 9  | 6  | 9   | Cl. | San Nicolás         | Buenos Aires    | Liga Nicoleña de fútbol     |
| Bonaerense | Norte                           | 2     | 2 | Racing Club                  | 4  | 1 | 1 | 2 | 5  | 6  | 4   | Cl. | Colón               | Buenos Aires    | Liga Deportiva de Colón     |
| Bonaerense | Norte                           | 2     | 3 | Sportivo Barracas            | 4  | 1 | 1 | 2 | 5  | 7  | 4   | El. | Colón               | Buenos Aires    | Liga Deportiva de Colón     |
| Bonaerense | Norte                           | 3     | 1 | 9 de Julio                   | 4  | 4 | 0 | 0 | 8  | 3  | 12  | Cl. | Nueve de Julio      | Buenos Aires    | Liga Nuevejuliense          |
| Bonaerense | Norte                           | 3     | 2 | Defensores del Este          | 4  | 1 | 1 | 2 | 4  | 5  | 4   | Cl. | Pehuajó             | Buenos Aires    | Liga Pehuajense de fútbol   |
| Bonaerense | Norte                           | 3     | 3 | Defensores del Bajo          | 4  | 0 | 1 | 3 | 2  | 6  | 1   | El. | Bragado             | Buenos Aires    | Liga Bragadense de fútbol   |
| Bonaerense | Norte                           | 4     | 1 | Defensores                   | 6  | 4 | 0 | 2 | 9  | 9  | 12  | Cl. | Salto               | Buenos Aires    | Liga de fútbol de Salto     |
| Bonaerense | Norte                           | 4     | 2 | River Plate                  | 6  | 3 | 2 | 1 | 11 | 6  | 11  | Cl. | Junín               | Buenos Aires    | Liga Deportiva del Oeste    |
| Bonaerense | Norte                           | 4     | 3 | Banco Provincia              | 6  | 3 | 1 | 2 | 10 | 5  | 10  | Cl. | Pergamino           | Buenos Aires    | Liga de fútbol Pergamino    |
| Bonaerense | Norte                           | 4     | 4 | Recreativo Gahan             | 6  | 0 | 1 | 5 | 6  | 15 | 1   | El. | Gahan               | Buenos Aires    | Liga de fútbol de Salto     |
| Centro     | Subregión Catamarca La Rioja    | 1     | 1 | Américo Tesorieri            | 6  | 5 | 1 | 0 | 18 | 6  | 16  | Cl. | La Rioja            | La Rioja        | Liga Riojana de fútbol      |
| Centro     | Subregión Catamarca La Rioja    | 1     | 2 | Progreso                     | 6  | 4 | 0 | 2 | 10 | 9  | 12  | El. | Tinogasta           | Catamarca       | Liga Tinogasteña de fútbol  |
| Centro     | Subregión Catamarca La Rioja    | 1     | 3 | Andino                       | 6  | 1 | 1 | 4 | 11 | 17 | 4   | El. | La Rioja            | La Rioja        | Liga Riojana de fútbol      |
| Centro     | Subregión Catamarca La Rioja    | 1     | 4 | San Luis                     | 6  | 1 | 0 | 5 | 7  | 14 | 3   | El. | Belén               | Catamarca       | Liga Belenista de fútbol    |
| Centro     | Subregión Catamarca La Rioja    | 2     | 1 | San Lorenzo de Alem          | 4  | 2 | 2 | 0 | 5  | 1  | 8   | Cl. | Catamarca           | Catamarca       | Liga Catamarqueña           |
| Centro     | Subregión Catamarca La Rioja    | 2     | 2 | Defensores de Esquiú         | 4  | 1 | 2 | 1 | 2  | 3  | 5   | El. | Esquiú              | Catamarca       | Liga Chacarera de fútbol    |
| Centro     | Subregión Catamarca La Rioja    | 2     | 3 | Defensores del Norte         | 4  | 0 | 2 | 2 | 2  | 5  | 2   | El. | Catamarca           | Catamarca       | Liga Catamarqueña           |
| Centro     | Subregión Córdoba               | A     | 1 | Unión San Vicente            | 6  | 3 | 2 | 1 | 8  | 7  | 11  | Cl. | Córdoba             | Córdoba         | Liga Cordobesa de fútbol    |
| Centro     | Subregión Córdoba               | A     | 2 | Alumni                       | 6  | 3 | 1 | 2 | 12 | 8  | 10  | [*] | Villa María         | Córdoba         | Liga Villamariense          |
| Centro     | Subregión Córdoba               | A     | 3 | Toro Club                    | 6  | 1 | 1 | 4 | 9  | 11 | 4   | El. | Moldes              | Córdoba         | Liga Regional de Río IV     |
| Centro     | Subregión Córdoba               | B     | 1 | Bella Vista                  | 6  | 4 | 2 | 0 | 14 | 7  | 14  | Cl. | Córdoba             | Córdoba         | Liga Cordobesa de fútbol    |
| Centro     | Subregión Córdoba               | B     | 2 | Cultural Serrano             | 6  | 2 | 1 | 3 | 10 | 13 | 7   | [*] | Serrano             | Córdoba         | Liga Reg. de Laboulaye      |
| Centro     | Subregión Córdoba               | B     | 3 | Adelia María                 | 6  | 1 | 1 | 4 | 5  | 12 | 4   | El. | Adelia María        | Córdoba         | Liga Regional de Río IV     |
| Litoral    | Subregión Santa Fe              | 1     | 1 | San Cristóbal C. Gallardo    | 4  | 2 | 2 | 0 | 5  | 3  | 8   | Cl. | Ángel Gallardo      | Santa Fe        | Liga Santafesina            |
| Litoral    | Subregión Santa Fe              | 1     | 2 | Unión                        | 4  | 2 | 1 | 1 | 11 | 4  | 7   | El. | Sunchales           | Santa Fe        | Liga Rafaelina de fútbol    |
| Litoral    | Subregión Santa Fe              | 1     | 3 | Bartolomé Mitre              | 4  | 0 | 1 | 3 | 0  | 9  | 1   | El. | Esperanza           | Santa Fe        | Liga Esperancina            |
| Litoral    | Subregión Santa Fe              | 2     | 1 | Libertad                     | 4  | 3 | 0 | 1 | 10 | 7  | 9   | Cl. | San Jerónimo N.     | Santa Fe        | Liga Esperancina            |
| Litoral    | Subregión Santa Fe              | 2     | 2 | Argentino de Quilmes         | 4  | 2 | 1 | 1 | 10 | 8  | 7   | Cl. | Rafaela             | Santa Fe        | Liga Rafaelina de fútbol    |
| Litoral    | Subregión Santa Fe              | 2     | 3 | Sportivo Guadalupe           | 4  | 0 | 1 | 3 | 5  | 10 | 1   | El. | Santa Fe            | Santa Fe        | Liga Santafesina            |
| Litoral    | Subregión Santa Fe              | 3     | 1 | Infantil Oriental            | 4  | 2 | 2 | 0 | 11 | 5  | 8   | Cl. | Rosario             | Santa Fe        | Asociación Rosarina         |
| Litoral    | Subregión Santa Fe              | 3     | 2 | El Expreso                   | 4  | 2 | 1 | 1 | 8  | 7  | 7   | El. | El Trébol           | Santa Fe        | Liga Dep. de San Martín     |
| Litoral    | Subregión Santa Fe              | 3     | 3 | Renato Cesarini              | 4  | 0 | 1 | 3 | 2  | 9  | 1   | El. | Rosario             | Santa Fe        | Asociación Rosarina         |
| Litoral    | Subregión Misiones              | 1     | 1 | Huracán                      | 10 | 6 | 3 | 1 | 14 | 5  | 21  | Cl. | Montecarlo          | Misiones        | Liga de fútbol de Eldorado  |
| Litoral    | Subregión Misiones              | 1     | 2 | Candelaria                   | 10 | 5 | 4 | 1 | 17 | 10 | 19  | El. | Candelaria          | Misiones        | Liga Posadeña de fútbol     |
| Litoral    | Subregión Misiones              | 1     | 3 | Club Atlético Posadas        | 10 | 5 | 3 | 2 | 20 | 13 | 18  | El. | Posadas             | Misiones        | Liga Posadeña de fútbol     |
| Litoral    | Subregión Misiones              | 1     | 4 | Oro Verde                    | 10 | 4 | 2 | 4 | 7  | 10 | 14  | El. | Eldorado            | Misiones        | Liga de fútbol de Eldorado  |
| Litoral    | Subregión Misiones              | 1     | 5 | River Plate                  | 10 | 1 | 3 | 6 | 11 | 20 | 6   | El. | Villa Bonita        | Misiones        | Liga Regional Obereña       |
| Litoral    | Subregión Misiones              | 1     | 6 | Campo Grande                 | 10 | 0 | 3 | 7 | 10 | 21 | 3   | El. | Campo Grande        | Misiones        | Liga Regional Obereña       |
| Litoral    | Subregión Chaco Corrientes      | 1     | 1 | Chaco For Ever               | 10 | 7 | 2 | 1 | 27 | 10 | 23  | Cl. | Resistencia         | Chaco           | Liga Chaqueña de fútbol     |
| Litoral    | Subregión Chaco Corrientes      | 1     | 2 | Don Orione A.C.              | 10 | 6 | 3 | 1 | 14 | 6  | 21  | El. | Barranqueras        | Chaco           | Liga Chaqueña de fútbol     |
| Litoral    | Subregión Chaco Corrientes      | 1     | 3 | Boca Unidos                  | 10 | 5 | 2 | 3 | 20 | 11 | 17  | El. | Corrientes          | Corrientes      | Liga Correntina de fútbol   |
| Litoral    | Subregión Chaco Corrientes      | 1     | 4 | Mburucuyá                    | 10 | 4 | 2 | 4 | 14 | 17 | 7   | El. | Mburucuyá           | Corrientes      | Liga Correntina de fútbol   |
| Litoral    | Subregión Chaco Corrientes      | 1     | 5 | Atalaya                      | 10 | 1 | 2 | 7 | 10 | 28 | 5   | El. | General Pinedo      | Chaco           | Liga del NO Chaqueño        |
| Litoral    | Subregión Chaco Corrientes      | 1     | 6 | Deportivo Alianza            | 10 | 1 | 1 | 8 | 12 | 25 | 4   | El. | Campo Largo         | Chaco           | Liga Saenzpeñense           |
| Litoral    | Subregión Formosa               | 1     | 1 | Defensores de Formosa        | 6  | 4 | 1 | 1 | 15 | 4  | 13  | Cl. | Formosa             | Formosa         | Liga Formoseña de fútbol    |
| Litoral    | Subregión Formosa               | 1     | 2 | Sportivo Clorinda            | 6  | 3 | 1 | 2 | 14 | 12 | 10  | El. | Clorinda            | Formosa         | Liga Clorindense de fútbol  |
| Litoral    | Subregión Formosa               | 1     | 3 | Deportivo Municipal          | 6  | 2 | 0 | 4 | 6  | 17 | 6   | El. | Pirané              | Formosa         | Liga Piranense de fútbol    |
| Litoral    | Subregión Formosa               | 1     | 4 | Chacra 8                     | 6  | 1 | 2 | 3 | 6  | 8  | 5   | El. | Formosa             | Formosa         | Liga Formoseña de fútbol    |
| Litoral    | Subregión Corrientes (Interior) | 1     | 1 | Deportivo Taragüí            | 6  | 4 | 2 | 0 | 7  | 3  | 14  | Cl. | Mercedes            | Corrientes      | Liga Mercedeña de fútbol    |
| Litoral    | Subregión Corrientes (Interior) | 1     | 2 | Sporting Panificación        | 6  | 3 | 0 | 3 | 13 | 8  | 9   | El. | Paso de los Libres  | Corrientes      | Liga Libreña de fútbol      |
| Litoral    | Subregión Corrientes (Interior) | 1     | 3 | Carlos Gallini               | 6  | 2 | 2 | 2 | 7  | 7  | 8   | El. | Santo Tomé          | Corrientes      | Liga Santomeña de fútbol    |
| Litoral    | Subregión Corrientes (Interior) | 1     | 4 | Defensores de Belgrano       | 6  | 0 | 2 | 4 | 5  | 14 | 2   | El. | Monte Caseros       | Corrientes      | Liga Deportiva Casereña     |
| Litoral    | Subregión Entre Ríos            | 1     | 1 | Independiente FBC            | 4  | 2 | 2 | 0 | 9  | 5  | 8   | Cl. | Hernandarias        | Entre Ríos      | Liga de Paraná Campaña      |
| Litoral    | Subregión Entre Ríos            | 1     | 2 | Atlético (P)                 | 4  | 0 | 4 | 0 | 6  | 6  | 4   | El. | Paraná              | Entre Ríos      | Liga Paranaense             |
| Litoral    | Subregión Entre Ríos            | 1     | 3 | Central Larroque             | 4  | 0 | 2 | 2 | 5  | 9  | 2   | El. | Larroque            | Entre Ríos      | Liga de Gualeguaychú        |
| Litoral    | Subregión Entre Ríos            | 2     | 1 | Universitario                | 4  | 2 | 2 | 0 | 8  | 3  | 8   | Cl. | Lib. San Martín     | Entre Ríos      | Liga Diamantina de fútbol   |
| Litoral    | Subregión Entre Ríos            | 2     | 2 | Belgrano                     | 4  | 1 | 1 | 2 | 3  | 5  | 4   | El. | Paraná              | Entre Ríos      | Liga Paranaense             |
| Litoral    | Subregión Entre Ríos            | 2     | 3 | Deportivo Talleres           | 4  | 1 | 1 | 2 | 2  | 5  | 4   | El. | Federal             | Entre Ríos      | Liga Federalense            |
| Litoral    | Subregión Entre Ríos            | 3     | 1 | Atlético (U)                 | 4  | 3 | 0 | 1 | 6  | 3  | 9   | Cl. | C. del Uruguay      | Entre Ríos      | Liga de C. del Uruguay      |
| Litoral    | Subregión Entre Ríos            | 3     | 2 | Juvenil del Norte            | 4  | 2 | 1 | 1 | 3  | 2  | 7   | El. | Gualeguaychú        | Entre Ríos      | Liga de Gualeguaychú        |
| Litoral    | Subregión Entre Ríos            | 3     | 3 | Urquiza                      | 4  | 0 | 1 | 3 | 3  | 7  | 1   | El. | Gualeguay           | Entre Ríos      | Liga Dep. de Gualeguay      |
| Litoral    | Subregión Entre Ríos            | 4     | 1 | Independiente                | 4  | 3 | 1 | 0 | 9  | 3  | 10  | Cl  | Villa del Rosario   | Entre Ríos      | Liga de fútbol de Chajarí   |
| Litoral    | Subregión Entre Ríos            | 4     | 2 | Wanderer's                   | 4  | 1 | 1 | 2 | 4  | 7  | 4   | El. | Concordia           | Entre Ríos      | Liga Concordiense           |
| Litoral    | Subregión Entre Ríos            | 4     | 3 | Deportivo Ñapindá            | 4  | 0 | 2 | 2 | 5  | 8  | 2   | El. | Colón               | Entre Ríos      | Liga Dep. de Colón          |
| Norte      | (Sin Subregión)                 | 1     | 1 | Central Norte                | 6  | 5 | 1 | 0 | 10 | 3  | 16  | Cl. | Tucumán             | Tucumán         | Liga Tucumana de Fútbol     |
| Norte      | (Sin Subregión)                 | 1     | 2 | Central Unidos               | 6  | 2 | 2 | 2 | 7  | 7  | 8   | Cl. | S. del Estero       | Sgo. del Estero | Liga Santiagueña            |
| Norte      | (Sin Subregión)                 | 1     | 3 | Central Argentino            | 6  | 2 | 1 | 3 | 10 | 6  | 7   | El. | La Banda            | Sgo. del Estero | Liga Santiagueña            |
| Norte      | (Sin Subregión)                 | 1     | 4 | Talleres                     | 6  | 0 | 2 | 4 | 5  | 15 | 2   | El. | Frías               | Sgo. del Estero | Liga Cultural de Frías      |
| Norte      | (Sin Subregión)                 | 2     | 1 | Atlético Concepción          | 4  | 2 | 1 | 1 | 5  | 2  | 7   | Cl. | Banda del Río Salí  | Tucumán         | Liga Tucumana de Fútbol     |
| Norte      | (Sin Subregión)                 | 2     | 2 | Atl. N. Rosarino             | 4  | 2 | 0 | 2 | 6  | 7  | 6   | El. | Ros. de la Frontera | Salta           | Liga de R. de la Frontera   |
| Norte      | (Sin Subregión)                 | 2     | 3 | Libertad                     | 4  | 1 | 1 | 2 | 7  | 9  | 4   | El. | Campo Santo         | Salta           | Liga Güemense de fútbol     |
| Norte      | (Sin Subregión)                 | 3     | 1 | Social Boroquímica           | 6  | 4 | 1 | 1 | 10 | 5  | 13  | Cl. | Campo Quijano       | Salta           | Liga del Valle de Lerma     |
| Norte      | (Sin Subregión)                 | 3     | 2 | Central Norte                | 6  | 4 | 0 | 2 | 10 | 5  | 12  | Cl. | Salta               | Salta           | Liga Salteña de fútbol      |
| Norte      | (Sin Subregión)                 | 3     | 3 | Sportivo Animaná             | 6  | 2 | 1 | 3 | 10 | 9  | 7   | El. | Animaná             | Salta           | Liga Calchaquí de fútbol    |
| Norte      | (Sin Subregión)                 | 3     | 4 | Boulevard Norte              | 6  | 1 | 0 | 5 | 2  | 13 | 3   | El. | Santa María         | Catamarca       | Liga Santamariana           |
| Norte      | (Sin Subregión)                 | 4     | 1 | Talleres                     | 6  | 3 | 2 | 1 | 4  | 4  | 11  | Cl. | Perico              | Jujuy           | Liga Jujeña de Fútbol       |
| Norte      | (Sin Subregión)                 | 4     | 2 | Altos Hornos Zapla           | 6  | 2 | 3 | 1 | 5  | 3  | 9   | Cl. | Palpalá             | Jujuy           | Liga Jujeña de Fútbol       |
| Norte      | (Sin Subregión)                 | 4     | 3 | Mitre de Salta               | 6  | 2 | 3 | 1 | 8  | 3  | 9   | El. | Salta               | Salta           | Liga Salteña de fútbol      |
| Norte      | (Sin Subregión)                 | 4     | 4 | Sportivo Rivadavia           | 6  | 0 | 2 | 4 | 2  | 9  | 2   | El. | Perico              | Jujuy           | Liga Dep. de El Carmen      |
| Norte      | (Sin Subregión)                 | 5     | 1 | Tiro y Gimnasia              | 4  | 2 | 1 | 1 | 2  | 2  | 7   | Cl. | San Pedro           | Jujuy           | Liga Regional Jujeña        |
| Norte      | (Sin Subregión)                 | 5     | 2 | Sportivo Alberdi             | 4  | 2 | 1 | 1 | 5  | 3  | 7   | El. | Gral. San Martín    | Jujuy           | Liga Regional Jujeña        |
| Norte      | (Sin Subregión)                 | 5     | 3 | Def. Villa Saavedra          | 4  | 1 | 0 | 3 | 4  | 6  | 3   | El. | Tartagal            | Salta           | Liga de Gral. San Martín    |
| Cuyo       | (Sin Subregión)                 | A     | 1 | Trinidad                     | 10 | 7 | 1 | 2 | 20 | 8  | 22  | Cl. | Trinidad            | San Juan        | Liga Sanjuanina de fútbol   |
| Cuyo       | (Sin Subregión)                 | A     | 2 | San Martín                   | 10 | 4 | 3 | 3 | 13 | 12 | 15  | Cl. | Monte Comán         | Mendoza         | Liga Sanrafaelina           |
| Cuyo       | (Sin Subregión)                 | A     | 3 | Gimnasia y Esgrima           | 10 | 4 | 2 | 4 | 23 | 17 | 14  | El. | Mendoza             | Mendoza         | Liga Mendocina de fútbol    |
| Cuyo       | (Sin Subregión)                 | A     | 4 | Estudiantes                  | 10 | 2 | 5 | 3 | 6  | 11 | 11  | El. | San Luis            | San Luis        | Liga Sanluiseña de fútbol   |
| Cuyo       | (Sin Subregión)                 | A     | 5 | Alianza Futbolística         | 10 | 1 | 2 | 7 | 9  | 26 | 5   | El. | Villa Mercedes      | San Luis        | Liga de Villa Mercedes      |
| Cuyo       | (Sin Subregión)                 | B     | 1 | Defensores del Oeste         | 10 | 6 | 4 | 0 | 14 | 5  | 22  | Cl. | San Luis            | San Luis        | Liga Sanluiseña de fútbol   |
| Cuyo       | (Sin Subregión)                 | B     | 2 | Deportivo Guaymallén         | 10 | 5 | 2 | 3 | 16 | 13 | 17  | Cl. | Rodeo de la Cruz    | Mendoza         | Liga Mendocina de fútbol    |
| Cuyo       | (Sin Subregión)                 | B     | 3 | Independiente                | 10 | 5 | 1 | 4 | 12 | 15 | 16  | Cl. | Villa Obrera        | San Juan        | Liga Sanjuanina de fútbol   |
| Cuyo       | (Sin Subregión)                 | B     | 4 | Real del Padre               | 10 | 4 | 2 | 4 | 17 | 12 | 14  | El. | Real del Padre      | Mendoza         | Liga Alvearense de fútbol   |
| Cuyo       | (Sin Subregión)                 | B     | 5 | Sportivo Pedal               | 10 | 0 | 2 | 8 | 5  | 15 | 2   | El. | San Rafael          | Mendoza         | Liga Sanrafaelina           |
| Sur        | (Sin Subregión)                 | 1     | 1 | Bancruz                      | 6  | 4 | 2 | 0 | 23 | 5  | 14  | Cl. | Río Gallegos        | Santa Cruz      | Liga Sur Santa Cruz         |
| Sur        | (Sin Subregión)                 | 1     | 2 | Talleres                     | 6  | 4 | 1 | 1 | 16 | 5  | 13  | El. | Caleta Olivia       | Santa Cruz      | Liga Norte Santa Cruz       |
| Sur        | (Sin Subregión)                 | 1     | 3 | Sportivo Santa Cruz          | 5  | 0 | 2 | 3 | 4  | 14 | 2   | El. | Puerto Santa Cruz   | Santa Cruz      | Liga Centro Santa Cruz      |
| Sur        | (Sin Subregión)                 | 1     | 4 | Juventud                     | 5  | 0 | 1 | 4 | 3  | 22 | 1   | El. | El Calafate         | Santa Cruz      | Liga Sur de Santa Cruz      |
| Sur        | (Sin Subregión)                 | 2     | 1 | Guillermo Brown              | 6  | 4 | 1 | 1 | 16 | 9  | 13  | Cl. | Puerto Madryn       | Chubut          | Liga Valle del Chubut       |
| Sur        | (Sin Subregión)                 | 2     | 2 | Racing Club                  | 6  | 3 | 1 | 2 | 14 | 11 | 10  | El. | Trelew              | Chubut          | Liga Valle del Chubut       |
| Sur        | (Sin Subregión)                 | 2     | 3 | General Saavedra             | 6  | 2 | 0 | 4 | 15 | 20 | 6   | El. | Comodoro Rivadavia  | Chubut          | Liga de Cro. Rivadavia      |
| Sur        | (Sin Subregión)                 | 2     | 4 | Deportivo Petroquímica       | 6  | 2 | 0 | 4 | 11 | 16 | 6   | El. | Comodoro Rivadavia  | Chubut          | Liga de Cro. Rivadavia      |
| Sur        | (Sin Subregión)                 | 3     | 1 | Deportivo Alianza            | 6  | 5 | 1 | 0 | 18 | 4  | 16  | Cl. | Cutral Có           | Neuquén         | Liga del Neuquén            |
| Sur        | (Sin Subregión)                 | 3     | 2 | Deportivo Roca               | 6  | 2 | 3 | 1 | 7  | 7  | 9   | El. | General Roca        | Río Negro       | Liga Dep. Confluencia       |
| Sur        | (Sin Subregión)                 | 3     | 3 | Deportivo Fontana            | 6  | 2 | 1 | 3 | 8  | 12 | 7   | El. | Trevelin            | Chubut          | Liga del Oeste del Chubut   |
| Sur        | (Sin Subregión)                 | 3     | 4 | Pájaro Azul                  | 6  | 0 | 1 | 5 | 4  | 14 | 1   | El. | Bariloche           | Río Negro       | Liga de Bariloche           |
| Sur        | (Sin Subregión)                 | 4     | 1 | San Lorenzo                  | 6  | 3 | 3 | 0 | 14 | 7  | 12  | Cl. | C. de Patagones     | Buenos Aires    | Liga Rionegrina de fútbol   |
| Sur        | (Sin Subregión)                 | 4     | 2 | Petrolero Argentino          | 6  | 3 | 2 | 1 | 9  | 5  | 11  | El. | Plaza Huincul       | Neuquén         | Liga del Neuquén            |
| Sur        | (Sin Subregión)                 | 4     | 3 | Martín Güemes                | 6  | 1 | 2 | 3 | 7  | 14 | 5   | El. | El Bolsón           | Río Negro       | Liga de Bariloche           |
| Sur        | (Sin Subregión)                 | 4     | 4 | Argentinos del Norte         | 6  | 0 | 3 | 3 | 7  | 11 | 3   | El. | General Roca        | Río Negro       | Liga Dep. Confluencia       |
| Sur        | (Sin Subregión)                 | 5     | 1 | Belgrano                     | 6  | 5 | 0 | 1 | 12 | 4  | 15  | Cl. | Santa Rosa          | La Pampa        | Liga Cultural de fútbol     |
| Sur        | (Sin Subregión)                 | 5     | 2 | All Boys                     | 6  | 5 | 0 | 1 | 8  | 5  | 15  | El. | Santa Rosa          | La Pampa        | Liga Cultural de fútbol     |
| Sur        | (Sin Subregión)                 | 5     | 3 | Villa Mengelle               | 6  | 0 | 2 | 4 | 4  | 8  | 2   | El. | Jacinto Aráuz       | La Pampa        | Liga Cultural de fútbol     |
| Sur        | (Sin Subregión)                 | 5     | 4 | Ferrocarril Oeste            | 6  | 0 | 2 | 4 | 2  | 9  | 2   | El. | General Pico        | La Pampa        | Liga Pampeana de fútbol     |

Nota: [*] Partido desempate entre Cultural Serrano (Serrano) y Alumni (Villa María)

## Fase final

### Grupo A
| Pos. | Equipo                     | Pts | PJ | G | E | P | GF | GC | DG |
| ---- | -------------------------- | --- | -- | - | - | - | -- | -- | -- |
| 1°   | Independiente Villa Obrera | 10  | 6  | 3 | 1 | 2 | 5  | 4  | 1  |
| 2°   | Bella Vista (BB)           | 9   | 6  | 3 | 0 | 3 | 8  | 9  | -1 |
| 3°   | Almirante Brown (PM)       | 9   | 6  | 3 | 0 | 3 | 10 | 11 | -1 |
| 4°   | Defensores del Oeste (SL)  | 7   | 6  | 2 | 1 | 3 | 10 | 6  | 4  |

|  | Campeón. Ascendió al Argentino A. |
|  | Clasificó a la Promoción.         |

### Grupo B
| Pos. | Equipo             | Pts | PJ | G | E | P | GF | GC | DG |
| ---- | ------------------ | --- | -- | - | - | - | -- | -- | -- |
| 1°   | Talleres (P)       | 9   | 6  | 2 | 3 | 1 | 5  | 2  | 3  |
| 2°   | San Cristobal (SF) | 9   | 6  | 2 | 3 | 1 | 7  | 8  | -1 |
| 3°   | Uruguay            | 8   | 6  | 2 | 2 | 2 | 7  | 7  | 0  |
| 4°   | Central Norte      | 5   | 6  | 1 | 2 | 3 | 8  | 10 | -2 |

|  | Desempate. |

Desempate
| 9 de junio | San Cristobal (SF) | 0 - 1 | Talleres (P) |

|  | Campeón. Ascendió al Argentino A. |
|  | Clasificó a la Promoción.         |

## Promociones
| Argentino A     | Global        | Argentino B        |
| --------------- | ------------- | ------------------ |
| Cipolletti      | 3 - 3 (5 - 4) | Bella Vista (BB)   |
| Gimnasia y Tiro | 4 - 3         | San Cristóbal (SF) |